# 蒿坪镇 (丹江口市)
蒿坪镇，是中华人民共和国湖北省十堰市丹江口市下辖的一个乡镇级行政单位。

## 行政区划
蒿坪镇下辖以下地区：
蒿坪镇社区、蒿坪村、黑垭村、王家岭村、余家湾村、寺沟村、观音庙村、卢嘴村、新店村和尚家店村。